# Planodema ferruginea
Planodema ferruginea är en skalbaggsart som beskrevs av Stefan von Breuning 1950. Planodema ferruginea ingår i släktet Planodema och familjen långhorningar.
Artens utbredningsområde är Gabon. Inga underarter finns listade i Catalogue of Life.